# Белоусова Ірина Анатоліївна
Белоу́сова Іри́на Анато́ліївна — кандидат економічних наук (1996), член ТПУ; ВР України, член фракції «Блок Литвина»(з 11.2007), Заступник голови Комітету з питань економічної політики (з 12.2007); голова об'єднання «Жіноча справа» (з 1999); член Коорд. ради з питань функціонування ринку цінних паперів в Україні (з 02.2003).

## Біографія
Народилась 10 липня 1954 (с.Югоренок, Усть-Майський район, Якутська АРСР); росіянка.

### Освіта
- Київський інститут народного господарства, обліково-економічний факультет (1974–1978), «Бухгалтерський облік»;
- Докторант Житомирського державного технологічного університету;
- Кандидатська дисертація «Облік та аналіз ефективності виробництва (на матеріалах підприємств художніх промислів України)».

### Кар'єра
08.1978-07.81 — інженер КРУ, старший бухгалтер, старший економіст управління бухгалтерського обліку і звітності Міністерства місцевої промисловості УРСР. 
07.1981-10.84 — головний бухгалтер, начальник фінвідділу Республіканського об'єднання художніх промислів Мінмісцевпрому УРСР.
10.1984-01.86 — начальник фінвідділу — головний бухгалтер промислового об'єднання «Укрльонконоплепром». 
01.1986-11.88 — начальник управління бухгалтерського обліку і звітності Міністерства легкої промисловості УРСР. 
11.1988-08.91 — заступник керівника з економічних питань тресту «Укрремлегбуд».
08.1991-06.92 — директор фінансово-кредитного центру, головний бухгалтер Асоціації «Перспектива». 
06.1992-06.95 — головний бухгалтер Науково-сервісного центру «Піком».
07.1995-04.98 — директор аудиторської фірми «Мульти-аудит».
Секр. Комітету з питань ек. політики, управління нар. госп., власності та інвестицій (з 07.1998), член фракції ПЗУ (з 05.1998). 
08.1978-07.81 — інж. КРУ, ст. бухгалтер, ст. економіст упр. бухгалтерського обліку і звітності, Мін-во місцевої пром. УРСР. 
07.1981-10.84 — головний бухгалтер, начальник фінвідділу, Респ. об'єднання художніх промислів Мінмісцевпрому УРСР. 
10.1984-01.86 — начальник фінвідділу — головний бухгалтер, пром. об'єднання «Укрльонконоплепром». 
01.1986-11.88 — начальник упр. бухгалтерського обліку і звітності, Мін-во легкої пром. УРСР.
11.1988-08.91 — заст. кер. з ек. питань, трест «Укрремлегбуд». 
08.1991-06.92 — директор фінансово-кредитного центру, гол. бухгалтер, Асоц. «Перспектива». 06.1992-06.95 — гол. бухгалтер, Науково-сервісний центр «Піком». 
07.1995-04.98 — директор, аудит. фірма «Мульти-аудит». 
10.2001-10.02 — держ. уповноважений, Антимонопольний Комітет України. 
10.2002-07.04 — Заступник голови — держ. уповноважений, Антимонопольний Комітет України. Була Заступник голови ВПО «Жінки за майбутнє».
Академік АЕНУ (06.1999).
10.2001-10.02 — державний уповноважений Антимонопольного комітету України. 
10.2002-07.04 — заступник Голови — державний уповноважений Антимонопольного комітету України.

## Депутатська діяльність
З березня 1998 по квітень 2002 — Народний депутат України 3-го скликання 03.1998-04.2002 від ПЗУ, № 14 в списку. Секретар Комітету з питань економічної політики, управління народним господарством, власності та інвестицій (з 07.1998), член фракції ПЗУ (з 05.1998).
04.2002 кандидат в народні депутати України від ВПО «Жінки за майбутнє», № 3 в списку. На час виборів: державний уповноважений Антимонопольного комітету України, член ВПО «Жінки за майбутнє».
2006 кандидат в народні депутати від «Опозиційного блоку НЕ ТАК!», № 11 в списку. На час виборів: докторант Житомирського державного технологічного університету, член ВПО «Жінки за майбутнє».
2006 кандидат в народні депутати від Блоку Литвина, № 16 в списку.
Народний депутат України 6-го скликання з 11.2007 від Блоку Литвина, № 16 в списку, доцент кафедри бухгалтерського обліку і контролю Житомир. держ. технол. університету, член ТПУ.
10 серпня 2012 року у другому читанні проголосувала за Закон України «Про засади державної мовної політики», який суперечить Конституції України, не має фінансово-економічного обґрунтування і спрямований на знищення української мови. Закон було прийнято із порушеннями регламенту.

## Науковий статус та звання
- Кандидат економічних наук (1996);
- Житомирський державний технологічний університет, докторант;
- заступник голови ВПО «Жінки за майбутнє»;
- голова об'єднання «Жіноча справа» (з 1999);
- член Координаційної ради з питань функціонування ринку цінних паперів в Україні (з 02.2003).
- Академік АЕНУ (06.1999).
- Засл. економіст України (06.2010).